# Ubisoft Connect
Ubisoft Connect est une plate-forme de distribution de contenu en ligne, de gestion des droits, de multijoueur et de communication développée par Ubisoft pour donner accès à des récompenses virtuelles similaires à celles proposées par d'autres compagnies. Cette plate-forme est une extension et un renommage du précédent service d'Ubisoft, Uplay. Le service est disponible sur plusieurs plates-formes.
L'application Uplay (maintenant Ubisoft Connect) pour la Wii U a été mise en distribution après le lancement de la console le 1er décembre 2012 sur le Nintendo eShop.

## Gestion des droits numériques
Lors de sa sortie, la version Windows de Uplay nécessitait une connexion permanente à internet pour pouvoir jouer aux jeux activés sur Uplay, ceux-ci refusant de démarrer sans une connexion active à internet. Une perte de connexion durant le jeu engendrait son blocage et renvoyait les utilisateurs, selon le cas, au dernier checkpoint ou à la sauvegarde. Certains jeux, comme Assassin's Creed II, ont ensuite été patchés pour enregistrer la position exacte du joueur avant sa déconnexion et continuer au même endroit dès le rétablissement de la connexion internet. De nombreuses critiques ont été formulées après une attaque par déni de service sur les serveurs DRM d'Ubisoft le 8 mars 2010,  entrainant une impossibilité de jouer à Silent Hunter 5 et Assassin's Creed II durant plusieurs jours.
L'exigence de la connexion permanente a été enlevée vers fin 2010 pour les jeux Uplay existant pour être remplacée par une simple validation au lancement du jeu.  Cependant, l'exigence d'une connexion permanente fait un retour en 2011 avec la sortie de Driver: San Francisco et From Dust, alors qu'Ubisoft avait pourtant indiqué avant la sortie de ce dernier qu'il ne serait pas soumis à une obligation de connexion permanente mais seulement à une activation en ligne à l'installation. Par la suite, Ubisoft supprimera tout DRM de From Dust à la suite des problèmes rencontrés par les joueurs PC.
En septembre 2012, des employés d'Ubisoft ont confirmé lors d'une interview qu'aucun autre jeu ne nécessiterait plus de connexion permanente, préférant opter pour une activation lors de l'installation.

## Jeux avec activation sur Uplay
- Anno 2070
- Assassin's Creed
- Assassin's Creed II
- Assassin's Creed III
- Assassin's Creed IV: Black Flag
- Assassin's Creed: Brotherhood
- Assassin's Creed: Multiplayer Rearmed
- Assassin's Creed: Project Legacy
- Assassin's Creed: Recollection
- Assassin's Creed: Revelations
- Marvel Avengers: Battle for Earth
- Les Aventures de Tintin : Le Secret de La Licorne
- Brothers in Arms: Furious 4
- Call of Juarez: The Cartel
- Driver: San Francisco
- ESPN Sports Connection
- Far Cry 3
- Far Cry 3: Blood Dragon
- Far Cry 4
- Far Cry 5
- From Dust
- Just Dance 3 (version Xbox 360)
- Just Dance 4
- Might and Magic: Heroes VI
- Might & Magic Heroes VI: Shades of Darkness
- Might and Magic X: Legacy
- MotionSports
- MotionSports Adrenaline
- My Fitness Coach Club
- Prince of Persia : Les Sables oubliés
- PowerUp Heroes
- Pure Football
- R.U.S.E.
- The Lapins Crétins Land
- Les Lapins Crétins Partent en Live
- Rayman Legends
- Shaun White Skateboarding
- Silent Hunter 5: Battle of the Atlantic
- Spartacus Legends
- The Crew
- The Settlers : À l'aube d'un nouveau royaume
- Tom Clancy's H.A.W.X. 2
- Tom Clancy's Ghost Recon: Future Soldier
- Tom Clancy's Splinter Cell: Blacklist
- Tom Clancy's Splinter Cell: Conviction
- Tom Clancy's The Division
- Trials Evolution: Gold Edition
- Trials Fusion
- Toys'R'Us Towers
- Watch Dogs
- Watch Dogs 2
- Your Shape: Fitness Evolved
- Your Shape: Fitness Evolved 2012
- Your Shape: Fitness Evolved 2013
- ZombiU
- Steep

## Ubisoft +
Durant l'E3, Ubisoft dévoile un nouveau service d'abonnement à une logithèque de jeux appelée Uplay +, qui sera effectif en bêta à partir de septembre 2019 et déployé en 2020 sur Uplay et Stadia. Après le renommage du service Uplay en Ubisoft Connect, le service d'abonnement Uplay + change également de nom et devient Ubisoft +.